# Dřevíč

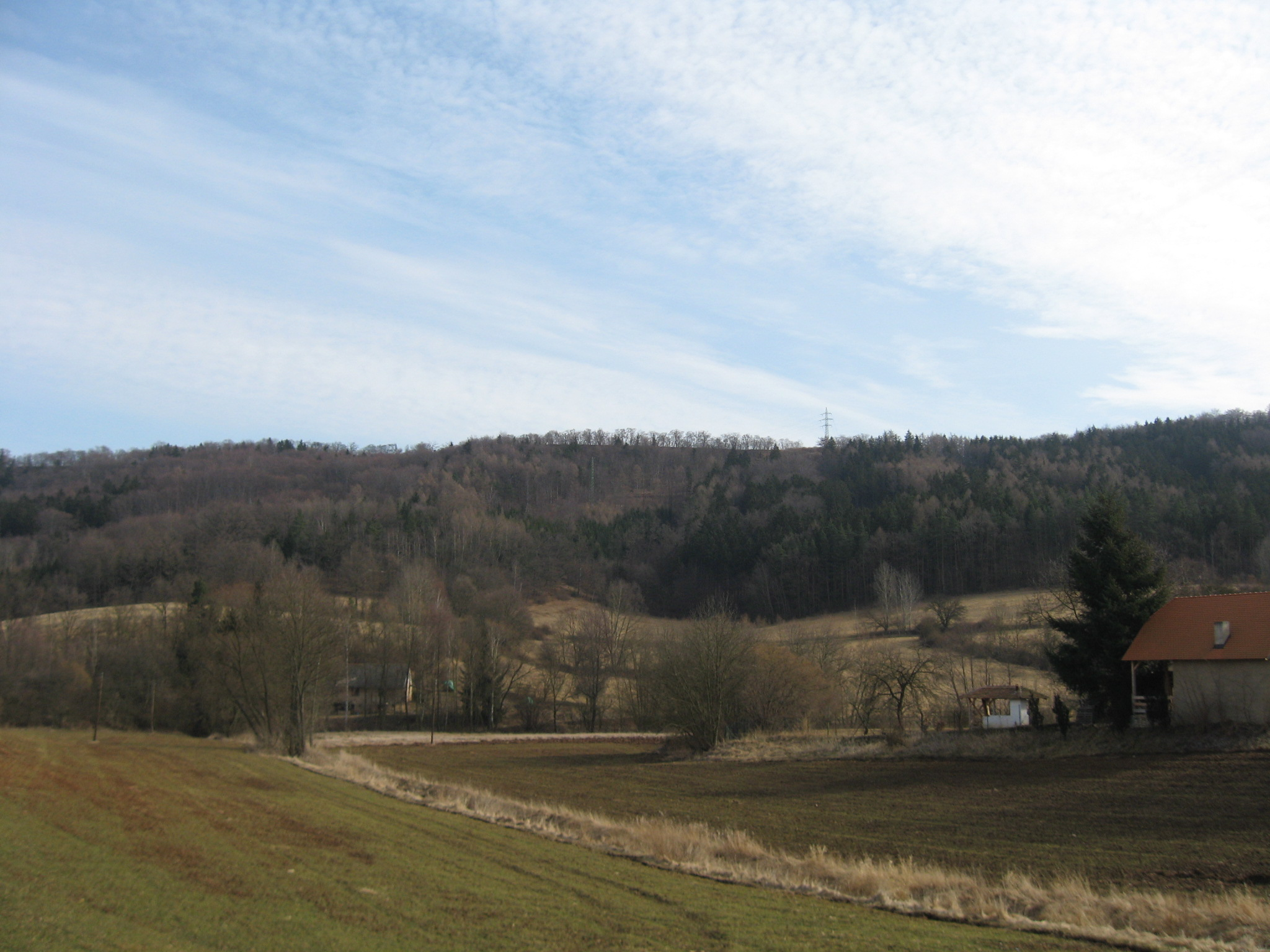
Blick von Westen auf den Dřevíč

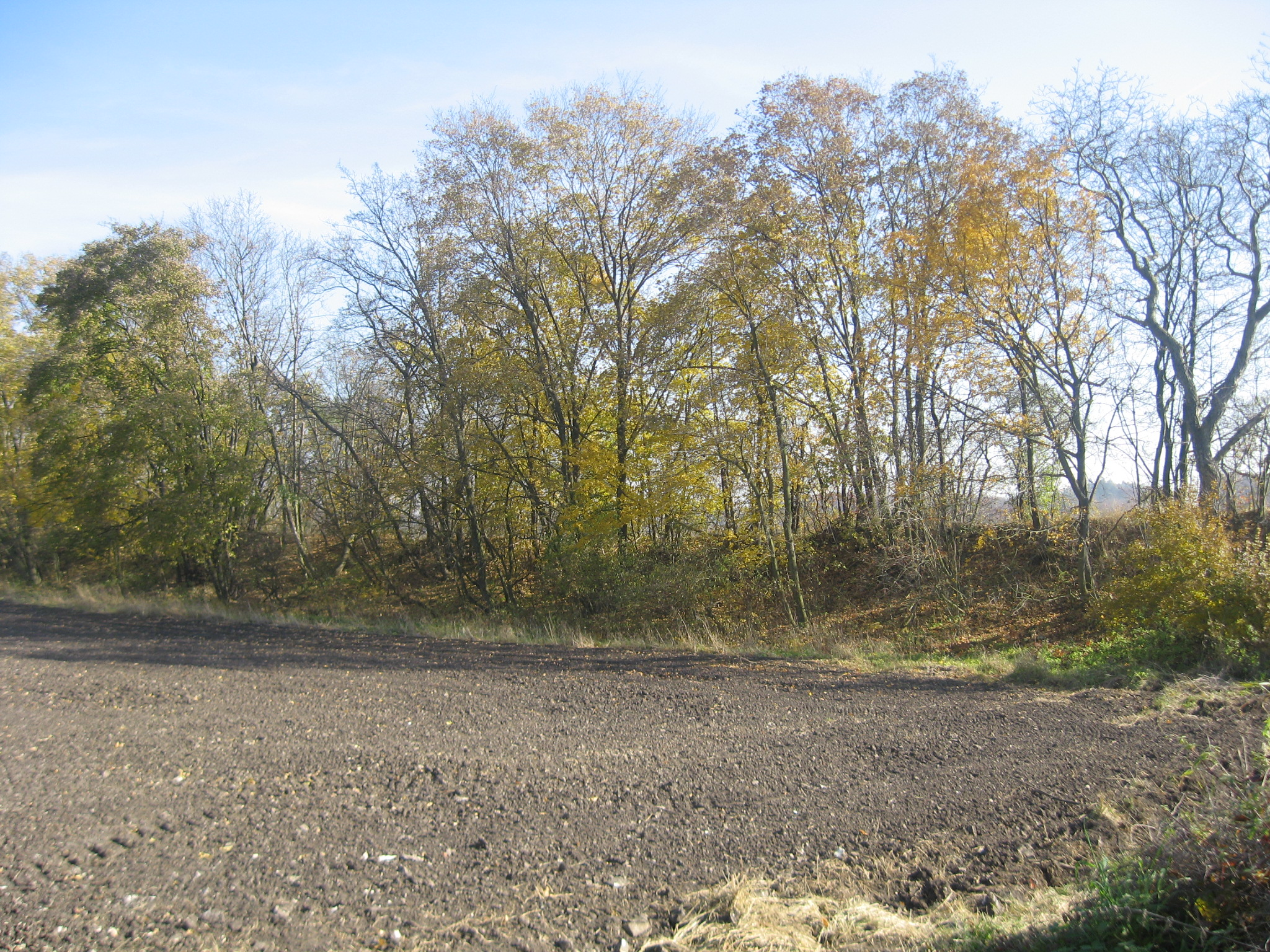
Burgwall am Eisernen Tor

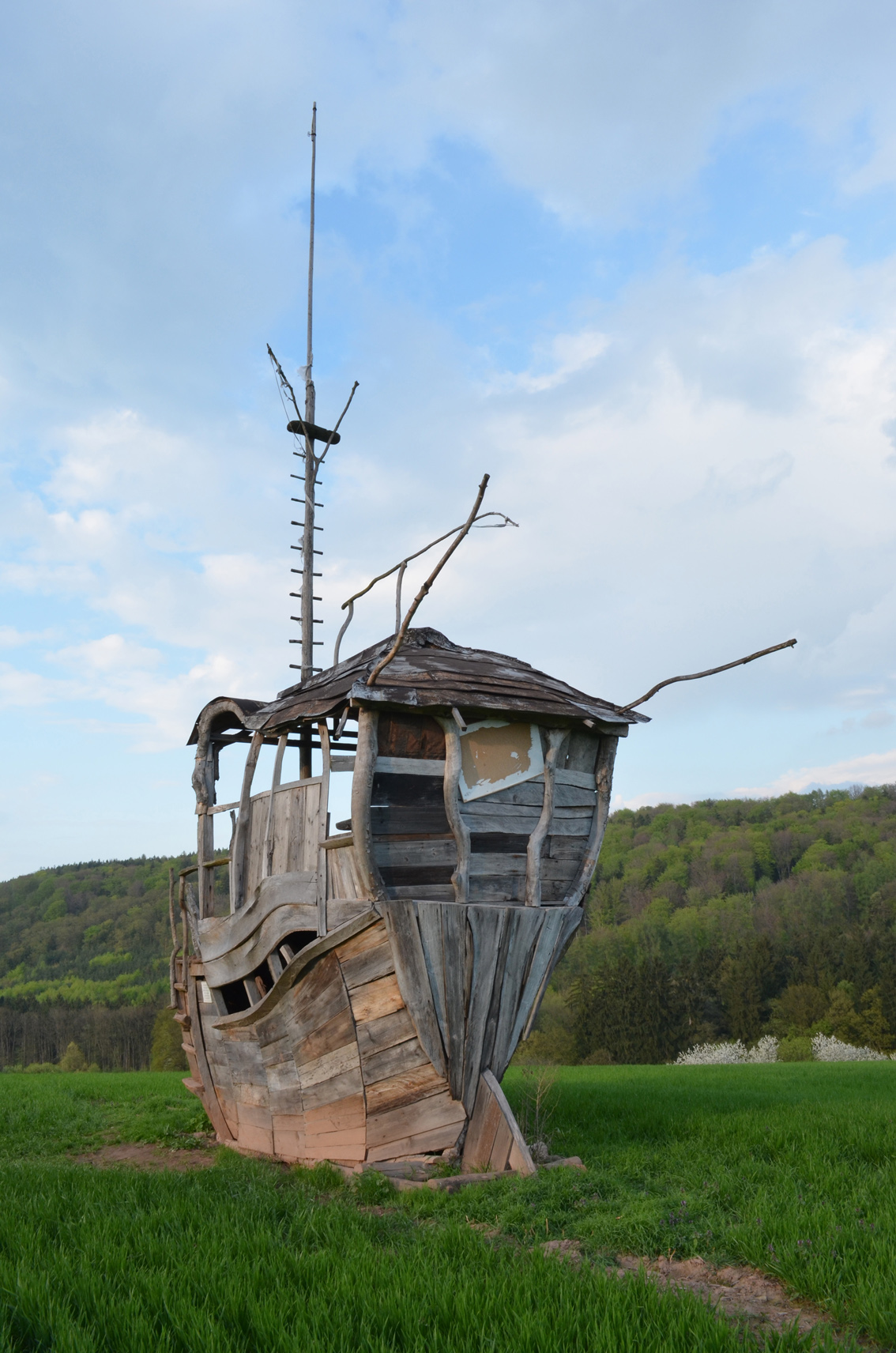
František Skála: Dřevíčská archa

Der Dřevíč (deutsch Drewitsch, auch Drewic) ist ein Plänerplateau im Džbán (Krugwald) in Tschechien. Er liegt östlich von Smilovice auf dem Kataster von Kozojedy im Okres Rakovník.

## Lage und Ausdehnung
Der Dřevíč erhebt sich östlich des Tals des Baches Smolnický potok bzw. Pochválovský potok (Winarschitzer Bach). Umliegende Ortschaften sind Vinařice im Norden, Pochvalov im Südwesten, Smilovice im Westen und Kozojedy im Nordwesten. Mit einer Ausdehnung von lediglich 12,5 ha ist der Dřevíč eines der markantesten und zugleich kleinsten Plateaus des Džbán, das nach Süden hin in einer schmalen Verbindung mit dem östlichen Hauptplateau Pšanská plošina steht und den Charakter eines Tafelberges hat. Nach Westen fällt der Dřevíč über bewaldete felsigen Klippen steil zum 165 m tiefer gelegenen Tal des Pochválovský potok ab.
Auf dem Dřevíč befinden sich der Burgstall Dřevíč, die barocke Kapelle St. Wenzel und das ehemalige Hegerhaus Dřevíč. Das Plateau ist unbewaldet und wird landwirtschaftlich genutzt. Mit Ausnahme des Osthanges wird der Dřevíč von Wäldern umschlossen.

## Geschichte
Archäologische Funde belegen eine Besiedlung des Plateaus während der Jungsteinzeit, Bronzezeit und Hallstattzeit.
Später entstand eine große slawische Burganlage, die zu Zeiten der Přemysliden an der nordwestlichen Grenze ihres Herrschaftsgebietes lag und zum ersten Bollwerk gegen die Lutschanen ausgebaut wurde.
Die befestigte Burg Dřevíč (munitissimum castrum nomine Drevic) wurde erstmals 1004 in der Chronica Boemorum im Zusammenhang mit ihrer Eroberung durch den Fürsten Udalrich erwähnt. Sie war bis ins 13. Jahrhundert eines der Verwaltungszentren der Přemysliden und bildete bis 1175 das Zentrum des Drevicer Gaues (Dřevíčský kraj). Später wurde die Burg aufgegeben und ihre Rechte vor 1239 auf die Stadt Slaný übertragen. Wahrscheinlich befand sich auf dem Dřevíč auch ein frühmittelalterliches Heiligtum.
Seit dem 14. Jahrhundert ist auf dem Plateau eine Propstei der Benediktiner nachweislich. Diese erlosch während der Hussitenkriege und wurde als Kapelle der Pfarrei Vinařice zugeordnet. Den Überlieferungen nach soll der Bauer und Richter Georg Hauda aus Kozojedy bei der ehemaligen Propstei einen Schatz gefunden haben und hat davon 1576 der Kirche des hl. Ägidius in Vinařice die große Glocke Hauda gestiftet.
Zum Ende des 17. Jahrhunderts ließ der Besitzer der Herrschaft Cítoliby mit Divice, Ernst Gottfried Schütz von Leipoldsheim, die verkommene Kapelle abtragen und die Wallfahrtskirche des hl. Wenzel einschließlich einer Einsiedelei erbauen. Im Zuge der Josephinischen Reformen wurde 1782 die Wallfahrtskirche aufgehoben, aus der Einsiedelei entstand die Waldhegerei Alt-Dřewic oder Ober-Dřewic. Das Schiff der Kirche St. Wenzel wurde 1892–93 abgebrochen. Bis zum Ende des 20. Jahrhunderts erfolgten Wallfahrten zur Kapelle.

## Bauliche Anlagen
- Burgstall Dřevíč, von der bedeutenden Přemyslidenburg sind nur noch Wälle und Gräben erhalten. Die Anlage hatte den Grundriss eines gleichschenkligen Dreieckes mit einer nach Südwesten gerichteten Spitze. Die beiden Langseiten hatte eine Länge von 600 Metern, die Kurzseite im Nordosten von 200 Metern. Geschützt war die Burg durch drei bis sechs Meter hohe Wälle aus Pläner und Lehm. Der von Süden durch das Eiserne Tor führende Weg war wahrscheinlich der Hauptzugang zur Burg. Ein zweites Tor befand sich an der östlichen Ecke.
- wüste Feste Hrádek am nordwestlichen Fuße des Dřevíč, die an einer Quelle erbaute Anlage war wahrscheinlich der Stammsitz der Ritter von Kozojedy. Sie erlosch im 15. Jahrhundert. Zum Ende des 19. Jahrhunderts wurden ihre Mauern aus Baumaterial abgebrochen. Erhalten sind Reste von Gräben und Wällen sowie des Dammes der Zisterne.[2]
- wüste Feste Rychvald an der Südspitze des Dřevíč beim Eisernen Tor, sie wurde 1379 als Besitz des Klarissenklosters Panenský Týnec erstmals erwähnt. Ihre letzte Erwähnung erfolgte 1522 als Besitz des Diepolt Popel von Lobkowitz. Erhalten sind Reste von Wällen und Mauern.[3]
- Barocke Kapelle des hl. Wenzel vom Ende des 17. Jahrhunderts, sie bildete ursprünglich den Chor der 1892–93 abgebrochenen Kirche und ist als Kulturdenkmal geschützt. Die Kapelle ist heute verlassen und verwüstet.
- Hof Dřevíč am östlichen Fuße des Plateaus, der ehemalige Meierhof wurde am Übergang vom 17. zum 18. Jahrhundert errichtet und zunächst als Neuhof (Nový dvůr) bezeichnet. Besitzer des denkmalgeschützten Hofes ist der Künstler František Skála, der dort u. a. das Kunstwerk Dřevíčská archa (Drewitscher Arche) geschaffen hat.